# Maison du Fleuve et du Vin
Pour l’article homonyme, voir Musée de la batellerie.
La Maison du Fleuve et du Vin est située à Port-Sainte-Foy-et-Ponchapt en Dordogne, dans l'ancien quartier des mariniers du Port.
Ce musée présente la batellerie sur la rivière Dordogne au départ de l'ancien port de Sainte-Foy, face à la commune de Sainte-Foy-la-Grande en Gironde, bastide médiévale qui défendait cet accès fluvial du Périgord.

## Contexte
La Dordogne, joignant l'Auvergne à la Gironde, eut une activité fluviale dès l'Empire romain. Durant le Moyen Âge et l'Époque moderne, et jusqu’à l'arrivée du chemin de fer, la mise en place de barrages et la canalisation du fleuve entre le XIXe siècle et l'entre-deux-guerres, le fleuve fut la voie de communication privilégiée. La Dordogne permettait en effet de transporter bois et production viticole vers Bordeaux, tandis que dans l'autre sens, par des chemins de halage, remontaient des denrées diverses,,.

Cartes postales anciennes
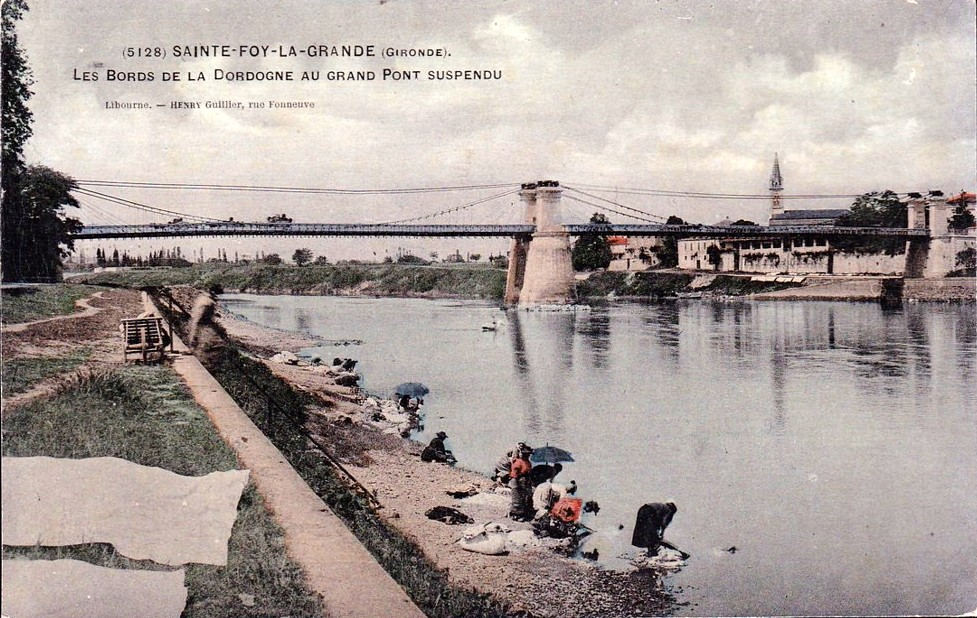
La Dordogne à Sainte-Foy. Port-Sainte-Foy en arrière-plan.
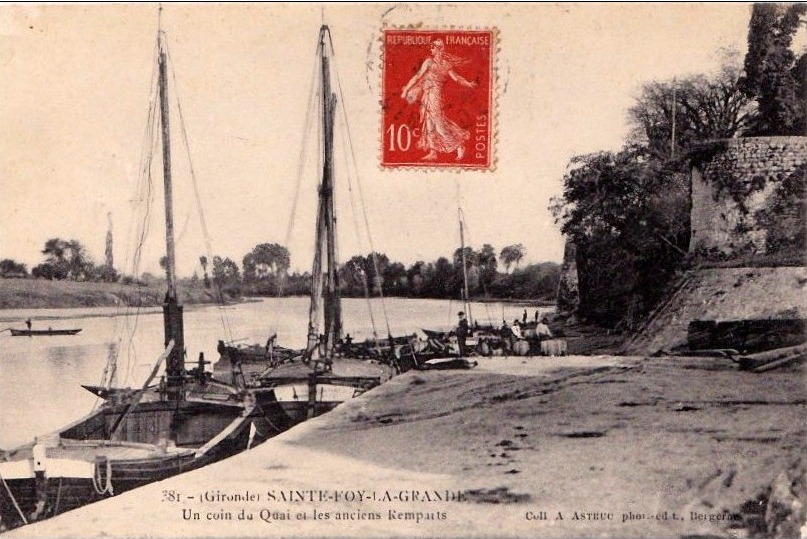
Bateaux sur les quais de Sainte-Foy.

## Musée

Façades du musée
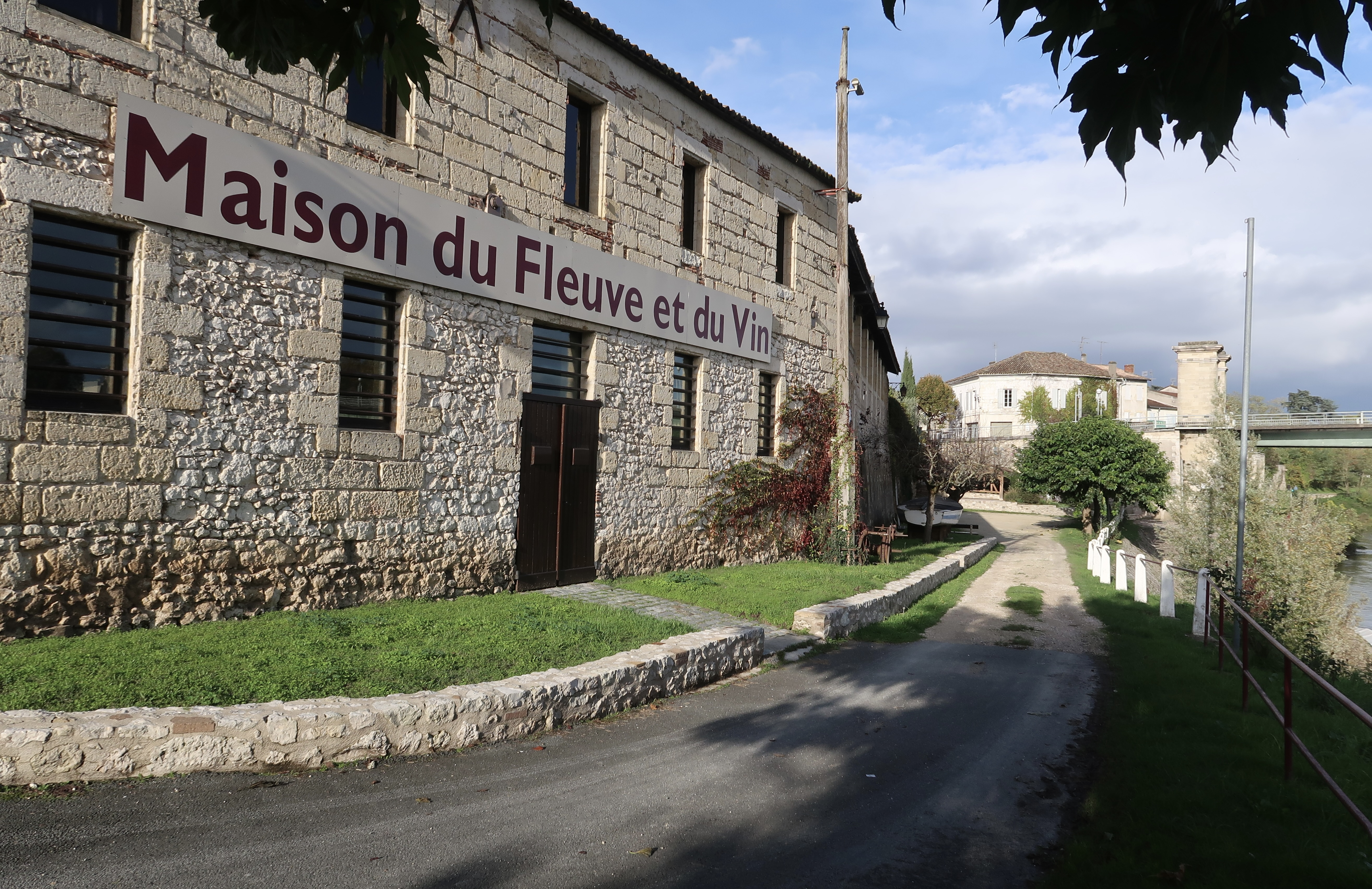
Quai de la Batellerie.
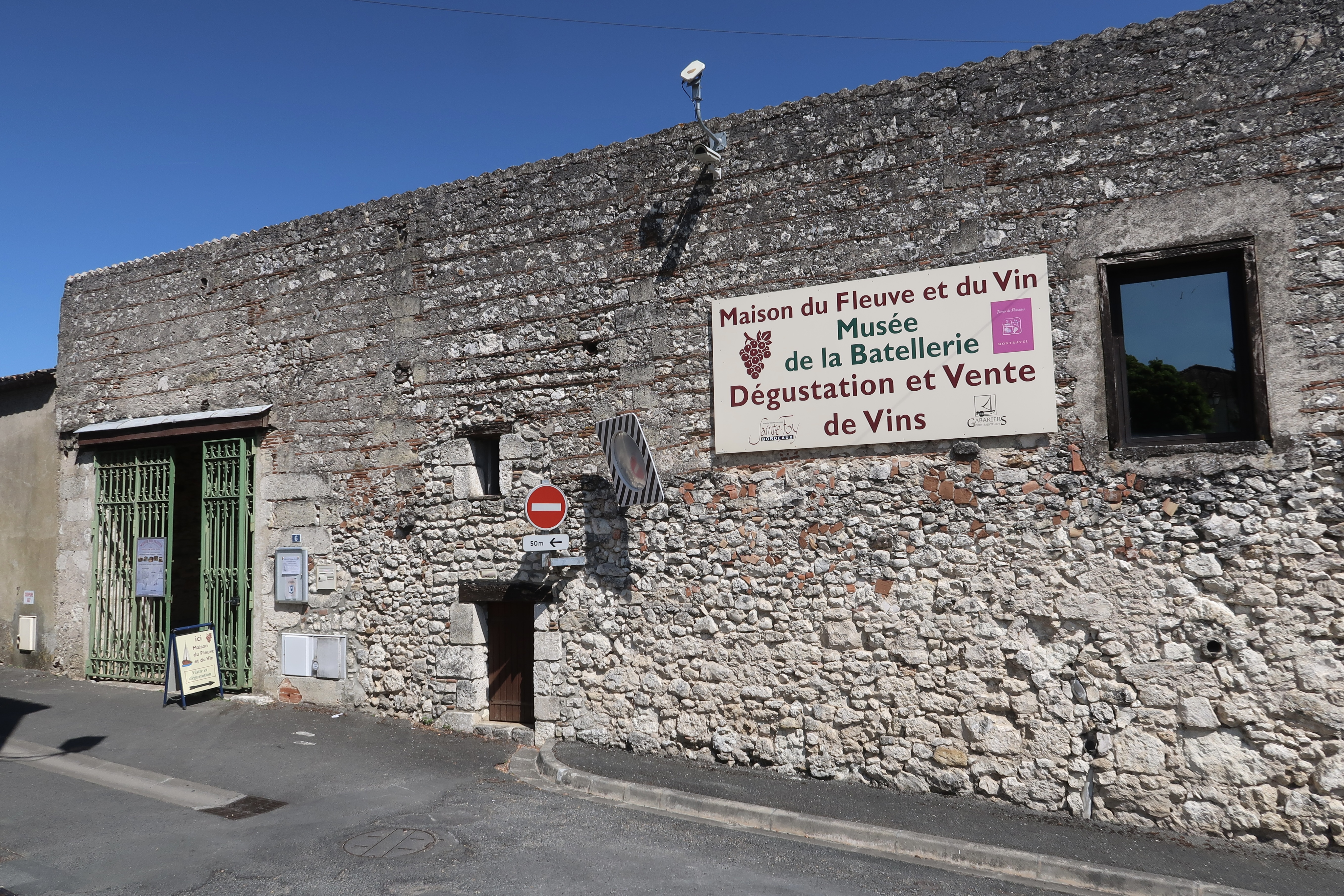
Rue Notre-Dame.

Ce musée de la batellerie est fondé en 1996 par l'historien local Jacques Reix, maire de la commune depuis 2008 ; il en est aussi le conservateur,,. Les collections ont été constituées à partir des souvenirs conservés par l'ancien batelier Henri Émile Brouillet, dit Rey, léguées ensuite par sa famille à l'association des Gabariers de Port-Sainte-Foy.
Il est installé dans les chais de l'ancien port, au croisement de la rue Notre-Dame et de la promenade de la Batellerie, le long de la Dordogne. Acquis par la commune en 1995, le site est le plus ancien bâtiment du quartier, déjà mentionné sur le cadastre de 1813. Au rez-de-chaussée étaient stockées les marchandises, tandis que l'étage accueillait un logement.
Le musée met en valeur l’histoire, les activités et les dangers de la vie quotidienne des anciens gabariers de la Dordogne,,.
Ouvert à la saison estivale, c'est un lieu important de la vie locale. Il a également vocation à accueillir un public scolaire.

### Collections

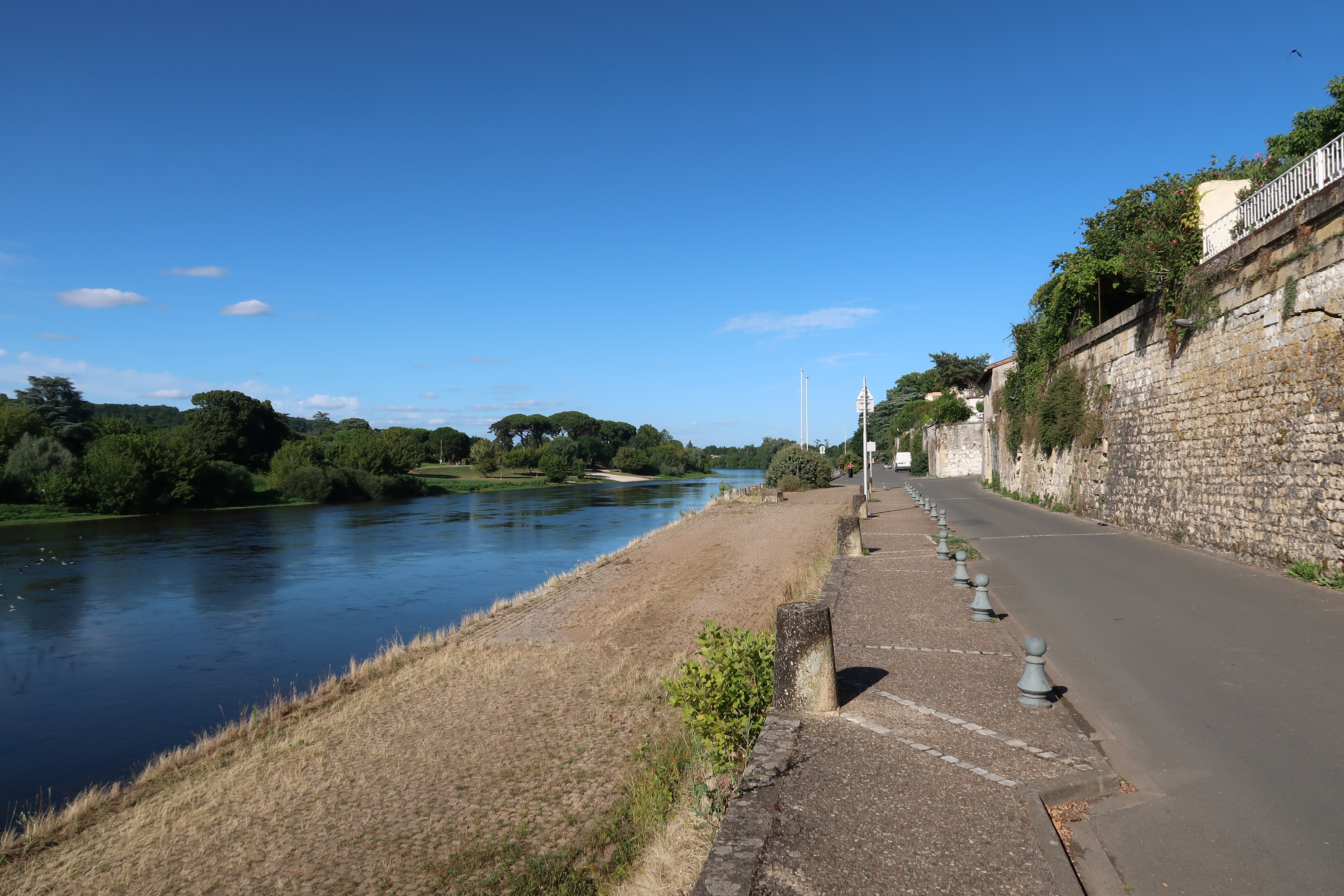
Les quais de la Dordogne à Sainte-Foy-la-Grande, sur l'autre rive.

Un diorama figure Port-Sainte-Foy au XIXe siècle.
Une collection de maquettes présente les différentes embarcations qui naviguèrent ici, :
- le chaland à grande voile carrée et long gouvernail courbé qui naviguait de Sainte-Foy vers Libourne ;
- le courpet, gabare à fond plat et à rame, naviguant uniquement en descente et vendu avec sa cargaison à leur destination ;
- le couralin, gabare à fond plat et cale ouverte, doté d'une voile carrée et bénéficiant du halage pour remonter le fleuve ;
- le grand coureau, long chaland à cale pontée et munie d'une grande voile pouvant transporter de 60 à 100 tonneaux  de Bergerac à l'estuaire de la Gironde ;
- le petit coureau, gabare à cale ouverte et mâture pliable (pour passer sous les ponts), transportant de 25 à 50 tonneaux et pouvant naviguer en Haute-Dordogne jusqu'à Mauzac et Domme, et sur la Vézère jusqu'au Bugue ;
- le bateau à roues à aubes pour le transport des voyageurs ;
- la péniche classique, employée jusqu'en 1970, remplaçant les anciennes gabares de Gironde.

Le musée conserve aussi des objets liés à la marine fluviale (ancres, etc.) et à la viticulture, ainsi que des oiseaux naturalisés des bords de la Dordogne,.
Contre la façade du musée sont dressés le mat et le treuil d'une ancienne gabare, le Diabolo. Ancrée dans la Dordogne, la réplique d'un petit coureau borde les quais depuis 2018.